# Jenny Marcroft
Jenny Marcroft est une femme politique néo-zélandaise membre du parti Nouvelle-Zélande d'abord. Elle est élue à la Chambre des représentants en 2017.

## Biographie
Marcroft a travaillé durant plus de 30 ans dans l'industrie de la télédiffusion.
Elle est membre du Parti national de Nouvelle-Zélande de 2007 à 2015, puis rejoint le parti Nouvelle-Zélande d'abord en 2015. Aux élections législatives de 2017, elle se présente dans la circonscription de Tāmaki (en) et est placée neuvième sur la liste de son parti, ; elle est élue à la Chambre des représentants.